# Brendan Mackay
Brendan Mackay (Calgary, 7 de junio de 1997) es un deportista canadiense que compite en esquí acrobático, especialista en la prueba de halfpipe.
Ganó una medalla de oro en el Campeonato Mundial de Esquí Acrobático de 2023, en el halfpipe. Adicionalmenmte, consiguió una medalla de bronce en los X Games de Invierno 2020.

## Medallero internacional
| Campeonato Mundial | Campeonato Mundial  | Campeonato Mundial | Campeonato Mundial |
| Año                | Lugar               | Medalla            | Prueba             |
| ------------------ | ------------------- | ------------------ | ------------------ |
| 2023               | Bakuriani (Georgia) | Medalla de oro     | Halfpipe           |

| X Games de Invierno | X Games de Invierno    | X Games de Invierno | X Games de Invierno |
| Año                 | Lugar                  | Medalla             | Prueba              |
| ------------------- | ---------------------- | ------------------- | ------------------- |
| 2020                | Aspen (Estados Unidos) | Medalla de bronce   | Superpipe           |